# Amusquillo
Amusquillo – gmina w Hiszpanii, w prowincji Valladolid, w Kastylii i León, o powierzchni 15,91 km². W 2011 roku gmina liczyła 119 mieszkańców.